# تپه خرگوار
تپه خرگوار مربوط به عصر مس - هزاره ۴ تا ۳ قبل از میلاد - آغاز ادبیات است و در شهرستان خرم‌آباد، بخش مرکزی، دهستان رباط نمکی، روستای رباط نمکی واقع شده و این اثر در تاریخ ۲۸ اسفند ۱۳۸۵ با شمارهٔ ثبت ۱۸۷۹۷ به‌عنوان یکی از آثار ملی ایران به ثبت رسیده است.